# GSC2655-1128
GSC2655-1128 — хімічно пекулярна зоря спектрального класу A3, що має видиму зоряну величину в смузі V приблизно 10,6.